# Raddon-et-Chapendu
Raddon-et-Chapendu – miejscowość i gmina we Francji, w regionie Burgundia-Franche-Comté, w departamencie Górna Saona.
Według danych na rok 1990 gminę zamieszkiwało 791 osób, a gęstość zaludnienia wynosiła 63 osoby/km² (wśród 1786 gmin Franche-Comté Raddon-et-Chapendu plasuje się na 209. miejscu pod względem liczby ludności, natomiast pod względem powierzchni na miejscu 303.).